# 南京路上好八连

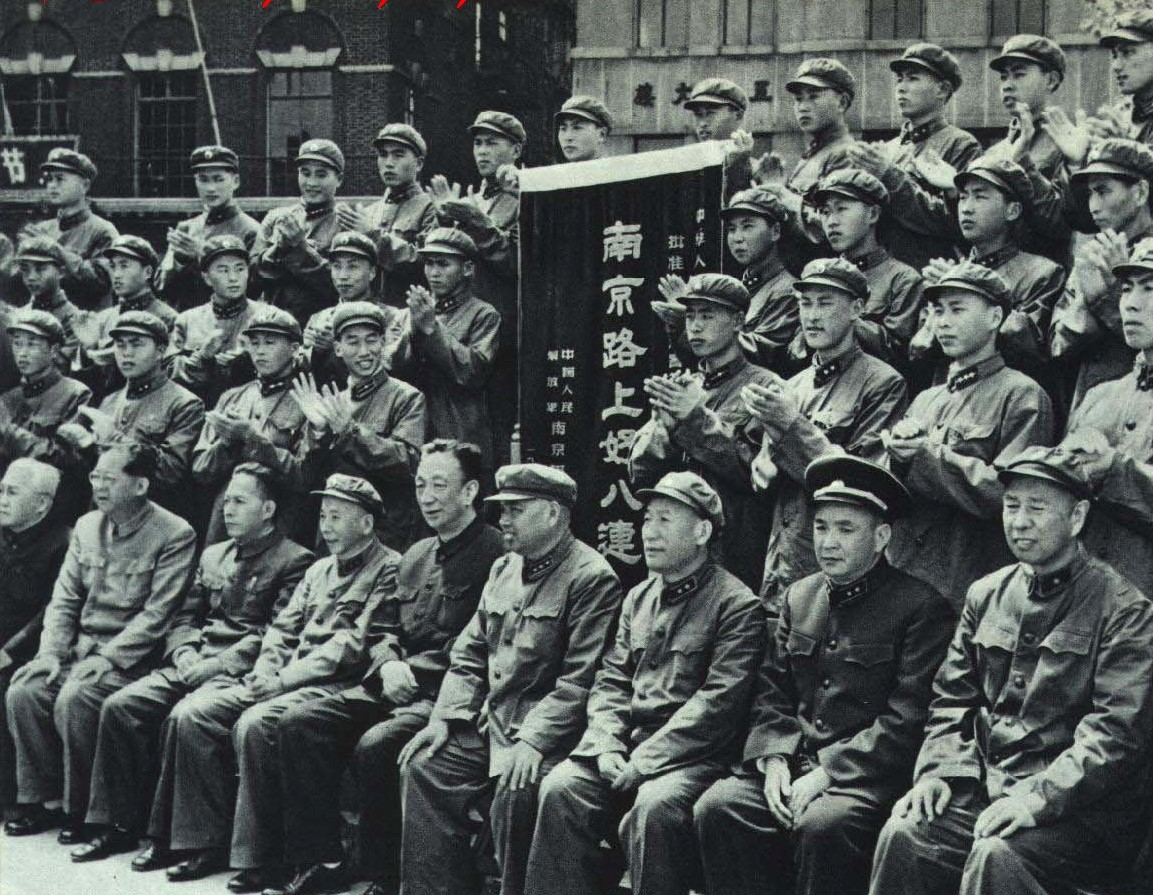
1963年的南京路上好八连

南京路上好八连，是中华人民共和国国防部授予中国人民解放军上海警备区警备团三营八连的荣誉称号。该连现为中国人民解放军陆军第七十二集团军某特战旅特战八连，属于特种作战部队。

## 沿革
1947年8月6日，在山东省莱阳县城西水头沟小园村，以新兵训练处一连为基础，并从华东军区特务团七连抽调部分班排骨干，编成华东军区特务团四大队辎重连，兵员主要为胶东农民，共数十人。不久，辎重连随中共中央华东局向东北方转移，途经山东省栖霞县、黄县、掖县、平度县的大泽山区、昌邑县，抵达诸城县西南的龙塘村，40余天行程2000余华里，保证了机关、首长、病员的安全。1947年秋，莱阳梨成熟时，该连指战员驻守梨园却不吃梨。1948年2月，特务团扩编为华东军区警卫旅，辎重连随之改编为华东军区警卫旅直重炮连。1948年3月，该连奉命赴益都县龙岗军训，开展新式整军运动，开荒生产，帮驻地群众度春荒。1948年4月，旅部授予该连“巩固部队优胜连”称号。
1949年初，淮海战役结束。1949年2月下旬，该连抵达山东省滕县，奉命改编为华东军区警卫旅直炮兵营一连，后随中共中央华东局机关经江苏省高邮县、邵伯镇抵达仙女庙。1949年4月22日渡过长江抵达江苏省丹阳县陵口。
1949年5月底，该连随部队进驻上海市，首个驻地是青海路刘公馆，住进洋房，出门便是南京路。南京路是上海最繁华的商业街区。1949年7月，该连被分配到上海市南京路值勤。值勤一段时间后，该连有的战士开始羡慕男女手挽手进歌厅、电影院，有的战士花5元人民币到高级理发店理发，有的战士一次花好几元人民币到国际饭店吃西餐，有的战士开始买每包一块多钱的雪茄。该连首任指导员张成志就此在八连党支部会议上指出：南京路是没有硝烟的战场，要让全连保持高度警觉性。经多次教育后，该连战士纷纷表示：遵照毛主席教导，牢记“两个务必”，保持艰苦朴素传统。此后多年间，该连官兵坚持自制针线包缝补破旧衣服，到十多里远的上海郊区开荒种菜，还开展了节约一粒米、一滴水、一度电等比赛。
1951年3月，该连改编为上海公安总队一团一营一连，后又改为上海公安总队一团一营四连，先后在凯旋路、高桥炼油厂等处负责重要目标的警卫工作，官兵创造了“草鞋、纸糊信封、针线包”三件宝，发扬节约“一滴水、一度电、一粒米、一寸布、一分钱”精神。
1956年9月，四连奉命回到南京路，担任人民广场、中级党校以及团部的警卫工作，并担负南京路巡逻任务。不久，该连改为上海公安总队内卫一团直属连。1957年4月至1958年2月，该连移至高安路、衡山路、外滩等地，负责中共上海市委及上海市人民委员会的警卫任务。1958年3月，直属连改归上海公安总队内卫一团二营建制，编为上海公安总队内卫一团二营八连。三年困难时期，八连官兵向灾区捐献300件衣服，同时该连在上海郊区开荒种菜。1959年至1963年，八连开垦110块零星土地（约20亩），收获蔬菜178838.75公斤（其中支援市场3974.5公斤），收获粮食8649.5公斤。1959年1月，改编为上海警备区警备团三营八连，担任警备机关的任务。

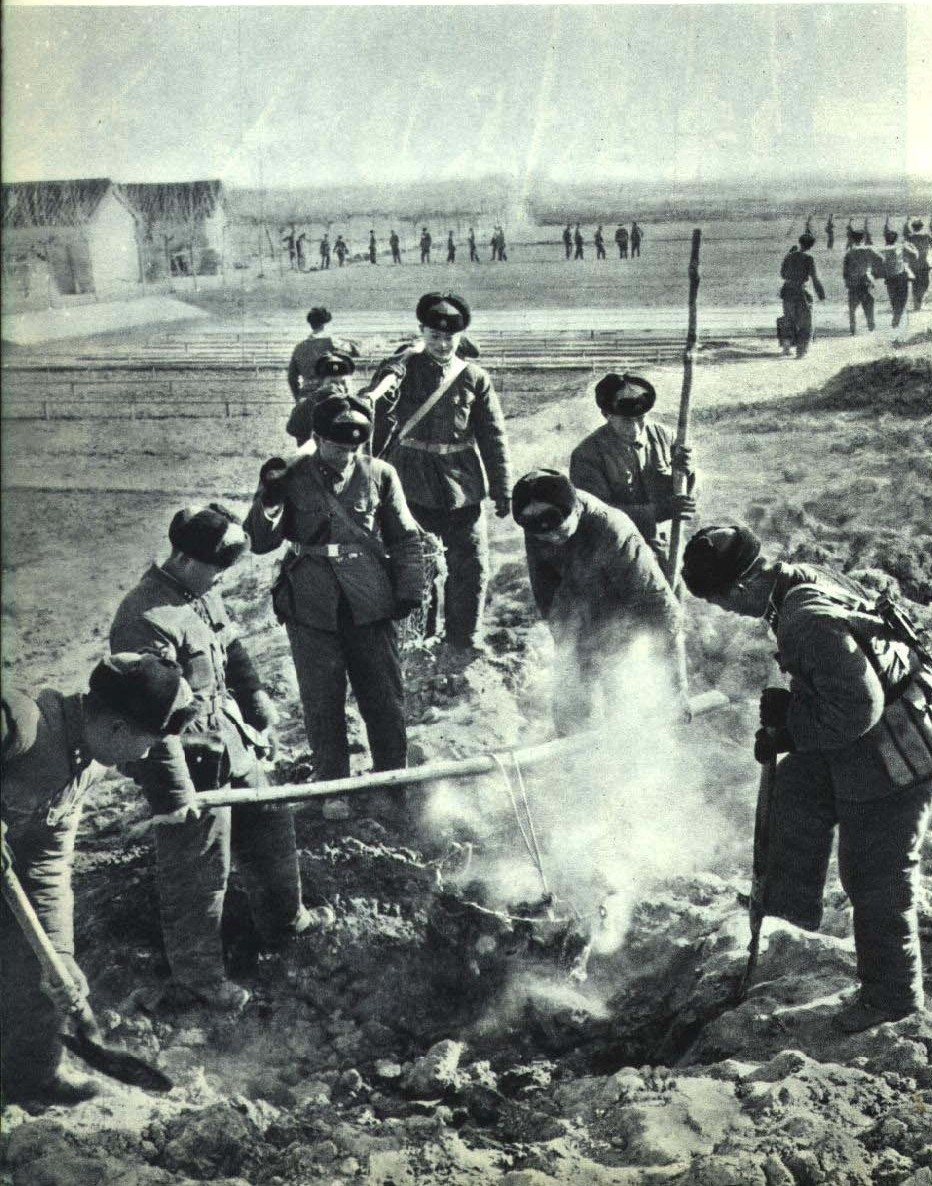
1963年八连在虹桥

1964年3月，八连奉命到安徽省滁县山区参加由“临汾旅”组织的军事训练。经一年的山区野营训练，全连超过90％的人员成为特等和优等射手，三分之一的人员考上投弹能手，72％的战士获评为五好战士。1965年1月，八连参加南京军区在浙江省湖州举行的军事比武，1965年3月八连回到上海市区继续执勤。1978年8月，八连回到营区担任全训任务。1979年3月对越自卫还击作战爆发后，八连抽调30位骨干参战。在完成全训任务的同时，八连多次到上海北站支援春运，多次到宝山钢铁厂劳动。在军民共建活动中，八连同上海市黄浦区云中里委、闸北区工读学校、静安区第六粮店等单位建立挂钩联系。1983年10月以后，八连多次回到上海市区担任警卫执勤任务。1988年6月，好八连撤出南京路。1985年，在百万大裁军中，上海警备区警备团缩编为上海警备区警备营，八连改为上海警备区警备营八连。1989年12月，以上海警备区警备营为基础扩编为上海警备区特种警备团，八连改为上海警备区特种警备团三营八连。后又改为上海警备区特种警备团摩步三营八连。驻地上海市愚园路753号，建有南京路上好八连事迹展览馆。2010年，好八連駐地搬遷至大場鎮。
2017年，在深化国防和军队改革中，八连转隶中国人民解放军陆军第一集团军，改为中国人民解放军陆军第一集团军特种警备团某营八连，仍驻上海。同年4月25日，转隶中国人民解放军陆军第七十二集团军，由城市警卫部队转型为特种作战部队。

## 表彰
1958年，上海警备区机关整理了八连的事迹材料。1958年3月23日，《解放军报》发表通讯《身居闹市、一尘不染，八连养成节俭之风》并刊登评论员文章。同年，中国人民解放军南京军区给八连记集体二等功并宣传了八连的事迹，1958年10月共青团中央在全国青年积极分子代表大会上向八连授锦旗。
1956年，部队宣传干事兼通讯员吕兴臣送给负责联系部队的上海《解放日报》记者张锦堂一张新闻照片：南京路繁华夜色中，一位战士手握钢枪正在站岗。随后照片以《南京路上的哨兵》为题刊登在《解放日报》。此后，吕兴臣先后写出《针线包》、《行军锅》等反映八连官兵的小故事，陆续刊登在《解放日报》。1959年春节前后，一位《解放日报》老记者读到吕兴臣写的上述系列文章后，提议将这些文章按照一条线索串写成一篇大通讯。此后，吕兴臣用6个月深入八连，和官兵共同生活、站岗，最终将稿件主题定为“身居闹市，拒腐蚀永不沾”。1959年7月23日，上海《解放日报》在头版刊登了题为《南京路上好八连》的通讯，并配发社论《人民解放军的光荣 上海人民的榜样》，这是首次完整报道八连事迹。随后上海乃至全国各地报刊纷纷转载。

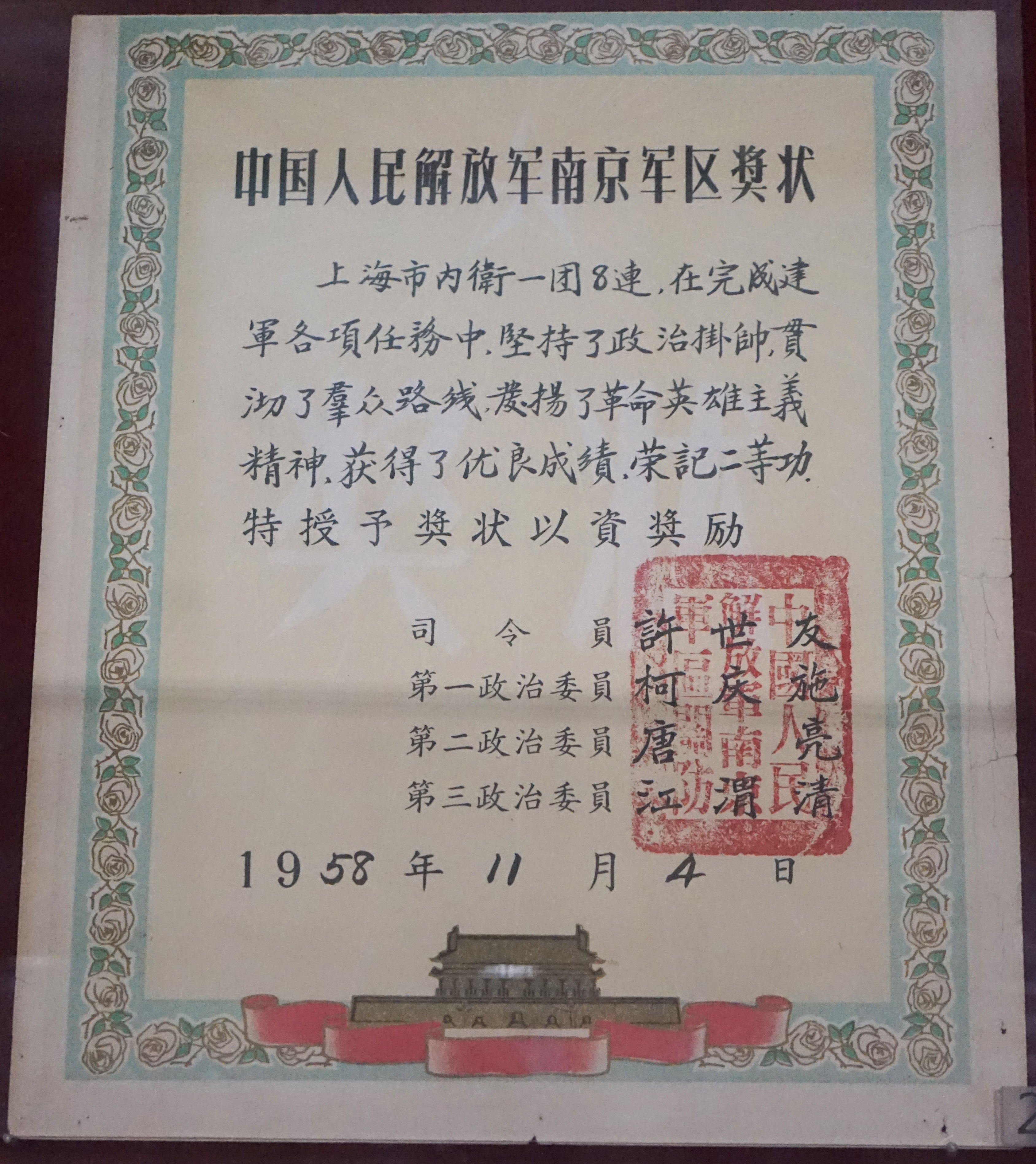
南京军区颁发给“南京路上好八连”的二等功奖状。现藏中国人民革命军事博物馆。

1961年春，南京军区政治部文化部副部长、剧作家沈西蒙受中国人民解放军上海警备区司令员王必成委托，深入八连体验生活，以便为八连写部话剧。不久，前线话剧团二队队长漠雁也奉命住到八连体验生活，吕兴臣也奉命参与创作该话剧剧本。三人住在八连40多天，于1961年春共同完成了话剧剧本《霓虹灯下的哨兵》。剧本写好后，交给前线话剧团彩排时，有人指责“这是一株毒草。”因为在话剧中，新战士童阿男和资产阶级家庭的小姐林媛媛谈恋爱并出走，排长陈喜扔了自山东老区带来的土布袜子并要和农村妻子春妮离婚，有些人认为这些情节是给八连乃至解放军抹黑。1961年，南京军区有关领导下令禁止《霓虹灯下的哨兵》剧本外传。后来此事反映给周恩来、陈毅，周恩来说：“难道我们的战士都是铁打的，没有思想感情吗？”陈毅说：“真是乱弹琴，战士就一点毛病都不许有？我看这种瞎指挥要不得。”1963年1月，周恩来抵达上海，正逢上海举办华东话剧汇演，周恩来应邀观看。回到北京的次日，周恩来便派人打电话，以中国人民解放军总政治部名义调话剧《霓虹灯下的哨兵》到北京演出。这使该剧本起死回生。1963年2月20日，《霓虹灯下的哨兵》剧组人员抵达北京，2月22日、23日在中国人民解放军总政治部话剧团剧院连演两场，引发轰动。
1963年底，电影《霓虹灯下的哨兵》投拍。周恩来要求不改变原话剧的台词，不更换原话剧的演员。1964年初，由八一电影制片厂王苹导演，沈西蒙等人编剧，参加话剧《霓虹灯下的哨兵》演出的原班人员，在上海市南京路实地拍摄完成该电影，随后在全国公映。
1963年4月6日，中共中国人民解放军上海警备区委员会作出关于命名上海警备区某部八连为“南京路上好八连”荣誉称号的决定。1963年4月25日，中华人民共和国国防部发布命令，批准授予驻上海南京路上的上海警备区某部八连“南京路上好八连”称号，并号召全军向八连学习。1963年5月5日，中国人民解放军南京军区在上海市人民委员会大礼堂举行“南京路上好八连”命名大会，由中华人民共和国国防部副部长、南京军区司令员许世友代表国防部宣读命令并授旗，授予八连“南京路上好八连”荣誉称号，中共上海市委第一书记、上海警备区第一政治委员柯庆施讲话。
“南京路上好八连”称号命名后，《人民日报》发表社论《永远保持艰苦奋斗的革命精神》。《解放军报》介绍了中国人民解放军总政治部总结“南京路上好八连”政治思想工作的经验，号召全军进一步学习“南京路上好八连”。1963年7月1日，上海举办“南京路上好八连”先进事迹和经验的展览。
“南京路上好八连”称号命名后，毛泽东、周恩来、朱德、邓小平、陈云、陈毅、罗瑞卿等中央领导分别为八连题词并接见八连代表。1963年5月30日，朱德为“南京路上好八连”题词：“保持人民军队艰苦奋斗的光荣传统，学习南京路上好八连”。1963年6月17日，中共中央副主席陈云为“南京路上好八连”题词：“大家学习好八连的模范作风”。1963年6月28日，中国人民解放军总参谋长罗瑞卿为“南京路上好八连”题词：“兢兢业业　戒骄戒躁不断前进　不断提高　永远保持好八连的光荣称号　写给南京路上好八连的全体同志们”。1963年6月，中共中央书记处总书记邓小平为“南京路上好八连”题词：“一贯保持光荣传统的、保证走向共产主义的、集体的标兵——南京路上好八连万岁！”1963年，陈毅为“南京路上好八连”题词：“向好八连学习”。1963年8月1日，毛泽东为“南京路上好八连”作《八连颂》。“南京路上好八连”由此成为毛泽东作诗赞颂过的唯一一个连队。
1975年4月25日，“南京路上好八连”命名12周年，中国人民解放军上海警备区下达“关于继续深入开展向南京路上好八连学习活动”的通知。1982年12月26日，《解放军报》公开发表毛泽东写的《八连颂》，随后中国共产党中国人民解放军上海警备区委员会发出《关于认真学习（八连颂）的决定》。1983年10月27日至11月5日，中国人民解放军总参谋长杨得志、副总参谋长张震等领导在南京军区司令员向守志等人陪同下视察上海地区，看望了“南京路上好八连”并为其题词：“保持和发扬拒腐蚀永不沾的传统，与精神污染作斗争！”1984年2月8日，中共中央军委副主席杨尚昆视察上海警备区部队并看望“南京路上好八连”，为其题词：“好八连好作风　代代相传”。1989年3月9日，南京军区政治委员傅奎清视察“南京路上好八连”。1989年8月5日，新任中共中央总书记江泽民在中共上海市委书记、市长朱镕基等人陪同下，在上海警备区机关礼堂接见“南京路上好八连”全体同志。1989年11月30日，南京军区司令员向守志视察上海警备区并看望“南京路上好八连”。
1990年1月16日，上海市人民政府市长朱镕基、副市长黄菊率上海市慰问团慰问上海警备区部队并看望“南京路上好八连”。1990年1月30日，中华人民共和国主席、中央军委副主席杨尚昆、南京军区司令员向守志、政治委员傅奎清、上海市市长朱镕基等领导在上海警备区接见驻沪各部队领导并讲话，随后看望“南京路上好八连”等部队，国家主席杨尚昆为“南京路上好八连”题词：“学习好八连，发扬艰苦奋斗的优良传统”。1990年2月16日至17日，中国人民解放军副总参谋长徐信视察上海警备区，在上海警备区司令员巴忠倓、参谋长相守荣陪同下，视察“南京路上好八连”等部队。1990年4月18日，国务院总理李鹏到上海警备区看望“南京路上好八连”并题词：“学习南京路上好八连，艰苦奋斗拒腐防变”。1990年4月25日，南京军区纪念“南京路上好八连”命名27周年大会在云峰剧院举行，中国人民解放军总政治部副主任郭林祥，南京军区司令员向守志、政治委员傅奎清，中共上海市委书记、市长朱镕基，副市长倪鸿福、刘振元及驻沪部队、军事院校、武警的领导参加。1990年12月19日，中国人民解放军副总参谋长何其宗视察上海警备区某部并看望“南京路上好八连”。